# La Sociologue et l'Ourson
La Sociologue et l'Ourson és una pel·lícula documental francesa dirigida per Étienne Chaillou i Mathias Théry, estrenada el 2016.

## Sinopsi
Descriure el curs legislatiu del matrimoni per a tothom i l'acalorat debat públic, entre setembre de 2012 i la seva implementació el maig de 2013, durant nou mesos, a partir d'imatges i sons de la notícia i reconstruint determinades escenes amb peluixos, titelles o decoracions de cartolina. La pel·lícula també gira al voltant de la relació entre Irène Théry, sociòloga especialitzada en família, i el seu fill, un dels dos directors.

## Repartiment
Totes les persones apareixen en el seu propi paper però de vegades estan representades per titelles amb la veu en off. Algunes imatges i sons provenen d'arxius de televisió o ràdio, mentre que d'altres són enregistraments inèdits dels dos directors.
- Irène Théry
- Mathias Théry (només veu)
- Michel Théry
- François Hollande
- Christiane Taubira
- Frigide Barjot
- Claude Bartolone
- Hervé Mariton
- Alain Finkielkraut

## Crítiques
La Sociologue et l'Ourson va tenir una acollida crítica molt favorable, obtenint una valoració mitjana de 3,9 sobre 5 al lloc Allociné, a partir de 21 ressenyes de premsa recollides. No obstant això, la pel·lícula ha estat denunciada per diversos activistes i investigadors LGBT (com Gwen Fauchois o Didier Eribon en particular) i acusada de reescriure la història, ja que, per exemple, el director Mathias Théry oculta les posicions passades d'Irène Théry, la seva mare, contra els drets de les persones LGBT, i ignora completament l'acció dels activistes LGBT.

## Premis
Va guanyar el premi del públic al millor documental a la XXII Fire!! Mostra Internacional de Cinema Gai i Lesbià